# Кирха Рудау
Кирха Руда́у Находится в посёлке Мельниково (бывший Рудау) Зеленоградского района Калининградской области. Впервые упоминалась в документах в 1354 году. В конце 16 века на нынешнем месте над склоном пруда сооружена в результате перестройки флигеля замка Рудау (построен в начале XIV века).
На момент завоевания Самбии Тевтонским орденом в 1255 году, в 250 метрах западнее кирхи Рудау, располагалось прусское городище Рудов, на месте которого в 1258 орденом основано церковное село Рудау. В 1263 году Тевтонский орден начинает строительство постоянной деревянной крепости. В 1274 замок Рудау впервые упоминается в орденских документах. В Рудау создан один из восьми Самбийских каммерамтов, имеющий право на сбор налогов. В конце XIII века возле замка появляется мельница и таверна. В первой половине XIV века крепость была расширена до замкового комплекса из полевого камня и кирпича.
В 1354 году впервые упомянута часовня — капелла замка. После 1525 года Альбрехт Бранденбург-Ансбах Гогенцоллерн основывает первое в Европе протестантское государство — Герцогство Пруссия. После создания герцогства, находящегося под протекторатом Польши, отпадает необходимость содержания укрепленных замков и их начинают разбирать. Эта же участь постигает замок Рудау. В конце XVI века от замка остаётся только главный флигель, переоборудованный под церковь.
В 1370 году недалеко от замка Рудау произошло сражение между войском Тевтонского ордена и войском Великого княжества Литовского и Русского.

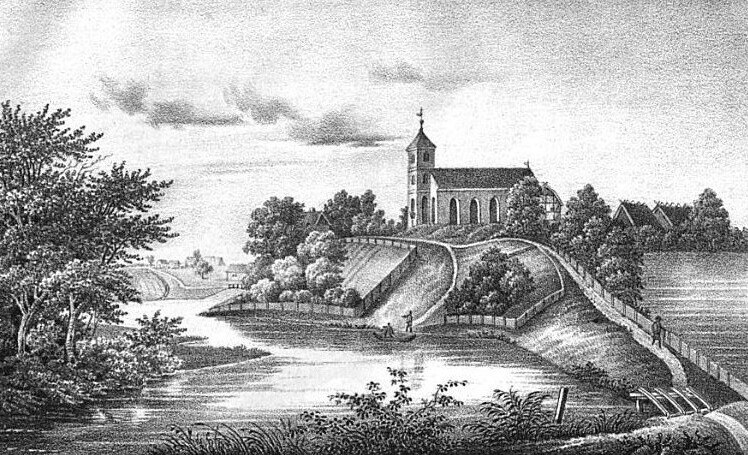
Кирха Рудау в 1844 году

В 1615 году в кирхе произошло «кровяное чудо», когда во время причастия снизу чаши для причастий в вино начала поступать наполнившая чашу жидкость, похожая на кровь, а затем вино вновь стало прозрачным. Платок священника с пятнами жидкости из этой чаши хранился затем в Берлине.
В XVII веке кирха неоднократно разрушалась. Последний раз перестраивалась в 1820—1824 годах, после того, как в январе 1818 года она была разрушена ураганом. При этом обнаруженные глубокие подвалы, оставшиеся от замка, засыпали песком.

В 1903 году были поновлены росписи стен, цветные витражи. У кирхи в это время были бронзовый и два стальных колокола, в 1906 году установлен новый орган.

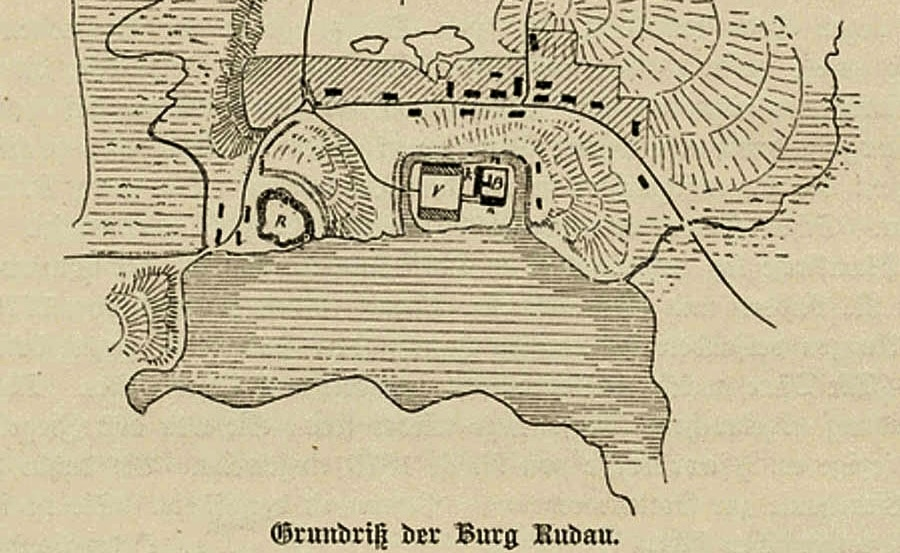
План замка Рудау, Орденского периода XIV—XVI вв., представленный И. М. Гизе в 1828 году.

После 1945 года кирха оставалась целой. Её здание приспособили под зерносушилку, но отсутствие ремонта и ухода привело к разрушению черепичного покрытия, и здание было заброшено, сохранились лишь стены.
В декабре 2020 волонтеры движения «Хранители Руин» провели работы по расчистке территории от зарослей, битых кирпичей и валунов, сделав территорию кирхи доступной для посещения туристами.
В октябре 2023 года Кирха Рудау передана в аренду частной компании. С начала 2024 года ведутся работы по сохранению объекта культурного наследия. На территории кирхи планируется открытие музея древней Пруссии. В августе 2024 года на колокольне кирхи Рудау установили крышу со шпилем.